# The Dominators
The Dominators (Les Dominateurs) est le quarante-quatrième épisode de la première série de la série télévisée britannique de science-fiction Doctor Who, diffusé pour la première fois en cinq parties hebdomadaires du 10 août au 7 septembre 1968. Cet épisode ouvre la saison 6 de la série.

## Accroche
Arrivés sur la pacifique planète Dulkis, le Docteur et ses compagnons se retrouvent face à l'arrivée de deux dangereux « Dominateurs » dont le but est de rendre la planète radioactive. Le Docteur décide de se ranger au côté des paisibles Dulciens pour les aider à lutter.

## Distribution
- Patrick Troughton — Le Docteur
- Frazer Hines — Jamie McCrimmon
- Wendy Padbury — Zoe Heriot
- Ronald Allen — Rago
- Kenneth Ives — Toba
- Arthur Cox — Cully
- Felicity Gibson — Kando
- Giles Block — Teel
- Johnson Bayly — Educateur Balan
- Walter Fitzgerald — Directeur Senex
- Alan Gerrard — Bovem
- Brian Cant —  Tensa
- John Cross, Ronald Mansell — Les membres du Conseil
- Malcolm Terris — Etnin
- Nicolette Pendrell — Tolata
- Philip Voss — Wahed
- John Hicks, Gary Smith, Freddie Wilson — Les Quarks
- Sheila Grant — Voix des Quarks

## Résumé
Le Docteur est particulièrement content de se retrouver sur Dulkis, une planète qu'il a visité quelques siècles auparavant, et dont il apprécie l'atmosphère paisible et les idées pacifiques. Toutefois, il découvre assez vite qu'il se trouve dans une zone considérée comme radioactive, que les Dulciens gardent afin d'apprendre aux jeunes les ravages de la guerre et seront ramenés en sécurité par l'éducateur Balan et ses deux élèves, Teel et Kando. Seulement, toute trace de radioactivité semble avoir disparu de la région. Ils sont alors rejoints par Cully, le fils du Directeur, ayant atterri illégalement dans la zone. Il a vu ses trois amis se faire tuer par deux étranges hommes, (Rago et Toba) qui semblent prospecter dans la région avec leurs robots, les Quarks. Alors qu'ils sortent rejoindre le TARDIS, le Docteur et Jamie se retrouvent face à Rago et ses robots. Ils sont alors soumis à tout une batterie de test visant à connaître leur intelligence. Le Docteur ayant compris qu'ils pourraient être mis en esclavage s'ils s'avéraient intelligents, lui et Jamie font semblant d'être idiots. 
Pendant ce temps, Zoe accompagne Cully voir son père afin de l'alerter de l'arrivée des robots, mais celui-ci ignore son discours, estimant que les extra-terrestres n'existent pas et se méfiant de lui à cause de son passé d'affabulateur. Ils retournent sur le site qui est bombardé par les Quarks alors qu'ils se trouvent à l'intérieur pendant que le Docteur et Jamie font le trajet vers la ville dans le sens inverse. Au même moment, Balan, Teel et Kando s'approchent trop près de la soucoupe de Rago et Toba. Ceux-ci les enlèvent et leur font passer des tests : ils sont aptes à devenir esclaves.
Pris au piège, Zoe et Cully rejoignent Balan, Teel et Kando dans une mine de pierres surveillée par les Quarks. Les dominateurs en profite pour faire des tests sur eux pour voir combien de temps ils vont s'épuiser. Alors que les autres sont rebutés à l'idée d'utiliser la violence, Zoe et Cully mettent au point un plan pour détruire les Quarks en utilisant des armes laissés sur place. En ville, le Docteur et Jamie tentent de convaincre le Directeur et son conseil de la menace des dominateurs et de la nécessité de se soulever, mais ceux-ci n'ont plus mené de guerres depuis des siècles. Après avoir trafiqué leur vaisseau, le Docteur et Jamie reviennent dans la mine où Cully a réussi à détruire certains Quarks grâce à un fusil trouvé dans un musée. Hélas, ce n'est pas suffisant et Toba bombarde leur abris. 
Fort heureusement, Cully et Jamie ont trouvé un abri dans le sol et réussissant à s'en extraire, ils continuent à détruire les Quarks un par un. Peu de temps, Toba et Rago en viennent à se disputer. Laissant le Docteur et les esclaves sous la surveillance de Toba, Rago part menacer le Directeur : celui-ci devra lui envoyer ses hommes les plus forts afin qu'ils servent d'esclave s'il ne veut pas que son peuple soit annihilé. De son côté, le Docteur découvre que les dominateurs ont besoin de la radiation de la planète Dulkis pour pouvoir alimenter leur réacteur. Ayant découvert que ses Quarks sont détruits, Toba tue Balan car il refuse de parler.
Le retour de Rago et l'accélération de la dernière phase permet la fuite du Docteur, Zoe et des esclaves. Ils rejoignent Cully et Jamie dans le souterrain et commencent à élaborer un plan. Ayant appris que les Dominateurs souhaitent envoyer une foreuse et un dispositif explosif pour faire ressortir un volcan et irradier entièrement Dulkis, ils creusent un tunnel et récupèrent le dispositif avant qu'il n'atteigne le centre de la planète, pendant que Jamie et Cully font exploser les Quarks. Après avoir récupéré le dispositif explosif, le Docteur le place dans la navette des dominateurs avant qu'ils ne décollent. 
La soucoupe explose en vol et le docteur et ses compagnons quittent les lieux avec le TARDIS avant qu'une éruption mineure n'ait lieu dans la région.

## Continuité
- Au début de l'épisode, le Docteur fait remarquer que la projection mentale l'a épuisé. En effet à la fin de l'épisode précédent, « The Wheel in Space » le Docteur montrait à Zoe des images des Daleks, un moyen narratif permettant d'offrir aux téléspectateurs une rediffusion de « The Evil of the Daleks ». D'ailleurs, Zoe dit qu'elle ne souhaiterait pas rencontrer les Daleks ou les Cybermen sur Dulkis.
- Jamie fait référence à sa participation à la bataille de Culloden, que l'on a vue dans l'épisode « The Highlanders ».
- Dans la partie 5, le Docteur utilise pour la deuxième fois de la série le Tournevis sonique vu dans « Fury from the Deep » afin de creuser un mur, montrant que cet accessoire a plus d'une fonctionnalité, une idée qu'on retrouvera dans la série.

## Production

### Scénarisation
Il s'agit du seul épisode de la série écrit par Norman Ashby, nom d'emprunt derrière lequel on retrouve les scénaristes Mervyn Haisman et Henry Lincoln. 
L'idée de base de cet épisode était de vendre des produits dérivés en forme de jouets, car depuis la disparition des Daleks de la série (son créateur Terry Nation ayant l'intention de produire une nouvelle série basée sur les Daleks) la série manquait d'ennemis iconiques qui pourraient permettre de vendre des jouets. Fin 1967, le producteur Peter Bryant demanda à Haisman et Lincoln, déjà créateurs des Yétis et de la Grande Intelligence, d'écrire un scénario où se trouveraient des créatures "marketables." Se basant sur les Daleks, ils inventèrent les Quarks, des robots avec une petite voix enfantine sinistre. 
Voulant s'éloigner de leurs histoires d'actions précédentes (« The Abominable Snowmen » et « The Web of Fear » et en désaccord avec l'esprit « hippie » de l'époque, ils écrivent un scénario qui soulignerait l'aspect négatif d'une société trop pacifique. Après un titre de travail sous le nom de « Beautiful People » (le peuple superbe) l'épisode fut commandé officiellement le 1er janvier 1968 sous le titre de "The Dominators" et prévu pour être un épisode en six parties qui serait tourné en avant-dernier lors de la production de la saison 5. Le nom des différents personnages viennent d'ailleurs du latin, Bovem (“taureau”), Senex (“vieillard”), Dulcian (“beaux”) Cully (“le fourbe.”) L'épisode rencontrera de nombreuses demandent de réécriture de la part du « script éditor » (sorte de responsable des scénarios) Derrick Sherwin qui trouve le ton trop satirique, mais ses demandes ne sont pas suivies. Comprenant que les scénaristes n'ont pas l'intention de changer quoi que ce soit, Sherwin et son assistant (et futur auteur de Docteur Who) Terrance Dicks réécrive la quatrième partie sans en informer Haisman et Lincoln.  
Assez peu satisfait, Peter Bryant limogera les deux scénaristes après l'arrivée de la cinquième partie. Celle-ci fut réécrite par Derrick Sherwyn pour donner une conclusion à l'épisode et le temps de tournage de l'épisode fut reporté afin de servir de prologue à « The Mind Robber »  Estimant avoir été trahi, Haisman et Lincoln décideront de se faire créditer sous le nom de « Norman Ashby » (le nom de leurs beaux pères respectifs...) Malgré tout, ils continuèrent à travailler sur la série pour un autre épisode nommé "The Laird of MacCrimmons" mettant mis en scène une troisième apparition des Yétis. Hélas, une nouvelle dispute eu lieu au sujet du merchandising autour des Quarks entre les deux scénaristes et la BBC, et ceux-ci parlèrent même d'intenter un procès. Même si la tension se calma, il ne fut plus question pour Haisman et Lincoln de continuer à écrire pour Doctor Who.

### Casting
- Ronald Allen jouerait plus tard le rôle de Ralph Cornish dans « The Ambassadors of Death ».
- Arthur Cox joua M. Henderson dans l'épisode de 2010 « Le Prisonnier zéro » devenant, sur un écart de 42 ans, l'un des acteurs ayant le plus d'écart entre deux apparitions dans cette série.
- Brian Cant avait déjà joué le rôle de Kert Gantry dans l'épisode « The Daleks' Master Plan. »
- Malcolm Terris apparaîtrait ultérieurement dans « The Horns of Nimon »
- Philip Voss a joué le rôle d'Acomat dans Marco Polo.

### Tournage
Le réalisateur engagé pour cet épisode fut Morris Barry, réalisateur habitué de la série («The Tomb of the Cybermen », « The Moonbase ») qui tourna ici son dernier épisode pour Doctor Who. 
Le tournage débuta le 25 avril 1968  dans les carrières de sable de Gerrards Cross dans le Buckinghamshire (où avaient déjà été tournés certains plans de «The Tomb of the Cybermen ») et se poursuivit le lendemain au Television Centre Puppet Theatre pour l'enregistrement de scènes de maquettes, le 28 dans les mines de sable d'Olley dans le Kent et de nouveau à Gerrards Cross le 29 avril puis les 2 et 3 mai. Le tournage d'une partie des prises de vues eut lieu du 30 avril au 1er mai au Ealing Television Film Studios. Patrick Troughton étant absent durant l'intégralité de ces tournages en extérieur, sa doublure, Chris Jeffries, le remplaça (son visage est même visible sur certains plans). 
Comme souvent les épisodes furent répétés toute la semaine avant d'être enregistrés d'un seul tenant dans la journée du vendredi au studio 4 du Centre Télévisuel de la BBC pour les parties 1 et 2, puis au studio 3. Le tournage débuta le 17 mai pour se finir le 14 juin. C'est à cette époque, qu'il fut décidé que cet épisode ne serait diffusé qu'en début de saison 6.

## Diffusion et réception
| Épisode | Date de diffusion | Durée | Téléspectateurs en millions | Archives   |
| --- | ----------------- | ----- | --------------------------- | ---------- |
| Épisode 1 | 10 août 1968      | 24:25 | 6,1                         | Film 16 mm |
| Épisode 2 | 17 août 1968      | 24:07 | 5,9                         | Film 16 mm |
| Épisode 3 | 24 août 1968      | 24:06 | 5,4                         | Film 35 mm |
| Épisode 4 | 31 août 1968      | 23:54 | 7,5                         | Film 16 mm |
| Épisode 5 | 7 septembre 1968  | 24:19 | 5,9                         | Film 16 mm |
| Diffusé en cinq parties du 10 août au 7 septembre 1968, l'épisode fit entre 6,1 et 5,9 millions de téléspectateurs, avec un pic à 7,5 millions pour l'avant dernière partie, un score plutôt moyen pour la série,. |                   |       |                             |            |

L'épisode n'est pas très apprécié des téléspectateurs contemporains, qui trouvent la moralité de l'histoire faible et se résumant à un groupe de racailles de l'espace malmenant une planète et ses habitants trop stupides pour se rebeller. Si la voix « enfantine » des Quarks fut appréciée, les spectateurs estimèrent assez vite qu'ils n'étaient autre que des « Daleks carrés ». L'enthousiasme pour la série commença à décliner.
Néanmoins, il s'agit, après « The Evil of the Daleks », d'un des épisodes préférés de Patrick Troughton et il demanda à se le faire projeter en mars 1987, lors de sa dernière fête d'anniversaire. L'épisode fut choisi pour une rediffusion en 1990 lors du BSB's Doctor Who Weekend.
Le 30 août 1968, soit au moment de la diffusion de la troisième partie, le comic book de Doctor Who diffusé dans la revue "TV Comics" renvoie aux événements de cet épisode. Il voit le Docteur menacé par les Quarks, obligé d'abandonner ses deux « petits enfants » John et Gillian (des personnages que le comic book avait inventé) à l'université de la planète Zebadee. Au cours de l'aventure, il recroise Jamie, qui accompagne désormais le Docteur dans le comics. Les Quarks restèrent jusqu'au 29 mars 1969, remplaçant les Daleks dans le rôle des aliens belliqueux, puis, sur pression de Mervyn Haisman et Henry Lincoln, disparurent de la bande dessinée.

## Novélisation
L'épisode fut novélisé sous le titre de « The Dominators » par l'acteur Ian Martel, et sortit le 19 juillet 1984 sous le numéro 86 de la collection Doctor Who des éditions Target Book. Aucune traduction n'en a été faite. Il fut aussi réédité en septembre 1987 chez Star Classics Edition dans une édition double contenant cet épisode ainsi que "The Krotons." 

## Édition VHS, CD et DVD
L'épisode n'a jamais été édité en français, mais a connu plusieurs éditions au Royaume-Uni, et au Canada.
- L'épisode est sorti dans un coffret VHS en 1990.
- La bande son de l'épisode retrouvée par les fans a été éditée sur CD le 7 mai 2007 avec la voix off de Wendy Padbury servant d'introduction et de lien entre les différents passages.
- L'épisode a connu une édition DVD en juillet 2010 (Angleterre) et 11 janvier 2011 (Canada). Elle contient des commentaires de Wendy Padbury, Frazer Hines, Giles Block (Teel), Arthur Cox (Cully) et Sylvia James (maquilleuse de l'épisode), un making of, un aperçu de la presse de l'époque, et contient des scènes censurés en Australie que la version VHS ne contenait pas.